# Antonio Angrisano
Antonio Angrisano (Salerno, 15 dicembre 1956) è un attore e doppiatore italiano.

## Biografia
Figlio dell'attore Franco Angrisano, fa il suo esordio teatrale a otto anni nella commedia Questi fantasmi di Eduardo De Filippo, cui prende parte anche suo padre. Successivamente ha interpretato Giuseppe Marotta nel documentario La Napoli di Marotta e a dieci anni ha partecipato allo sceneggiato in 12 episodi I ragazzi di padre Tobia. A 22 anni ha debuttato nella compagnia teatrale di Eduardo De Filippo in La donna è mobile e La Fortuna di Pulcinella. Molto attivo in radio e televisione, sempre con Eduardo è stato impegnato in commedie televisive quali Il Sindaco del Rione Sanità e Il Contratto. In seguito ha recitato in Incantesimo, Tequila & Bonetti, Crimini bianchi, Distretto di Polizia 8 e 9. Vanta anche una proficua attività in numerosi sceneggiati radiofonici. Nel 1999, per l'Estate versiliana ha portato in scena: L'Ereditiera di Annibale Ruccello con la regia di Enrico La Manna. Nel 2007 è stato protagonista dello spettacolo teatrale Merci beaucoup, Thank you, Grazie tante Gorni Kramer per la regia di Paolo Modugno. Dopo gli inizi sotto la guida di Emilio Cigoli, intensifica l'attività di doppiatore a partire dalla fine degli anni ottanta.

## Filmografia
- Mafia una legge che non perdona, regia di Roberto Girometti (1980)
- On/Off, regia di Mario Marasco (2011)

## Televisione

### Prosa televisiva Rai
- Boris Godunov, di Alexander Puskin, adattamento di Gennaro Guerrieri
- I ragazzi di padre Tobia, di Mario Casacci e Alberto Ciambricco (1969-1970]
- Le voci di dentro, di e con Eduardo De Filippo (1978)
- Il cilindro, di e con Eduardo De Filippo (1978)
- Il sindaco del rione Sanità, di e con Eduardo De Filippo (1979)
- Gelosia, di Alfredo Oriani, regia di Leonardo Cortese (1980)

### Miniserie TV
- Gelosia, di Gianfranco Calligarich e Alfredo Oriani, regia di Leonardo Cortese (1964)
- Corleone, di Francis Marion Crawford, adattamento di Angela Bianchini (1979)
- Il caso Pupetta Maresca, scritto e diretto da Marisa Malfatti e Riccardo Tortora (1982)
- Teresa Raquin, di Émile Zola, riduzione di Sergio Bazzini. Regia di Giancarlo Cobelli (1985)
- Tequila & Bonetti, regia di Christian Nyby (2000)
- La squadra, episodio 3x03 (2000)
- Incantesimo (2002)
- L'inganno, di Tullio Pinelli, regia di Rossella Izzo (2003)
- Così vanno le cose, scritto e diretto da Francesco Bovinò (2008)
- Squadra antimafia 6  - episodi 6x01, 6x02, 6x04 (2014)

## Radio Rai
- Il lavoro, di Nanni Balestrini, regia radiofonica di Nanni Tamma (1974)
- Uno dei due, radiodramma di Salvatore Mignano (1979)
- Cesare Mariani, di Roberto Sacchetti, adattamento di Ermanno Carsana (1980)
- Gli abusivi, di Turi Vasile, regia di Ottavio Spadaro (1982)
- Matilde, soap opera all'italiana di Carlotta Wittig, regia di Guido Maria Compagnoni (1985)
- Summertime di Roberto Ferrante e Carlo Raspollini (1986)
- Ultima edizione di Mihail Sebastian, riduzione italiana di Carlo Di Stefano (1986)
- Villa dei melograni, originale radiofonico di Ivano Balduini, Tania Dimartino, Dario Piana e Paolo Taggi (1987)
- Il professore, di Angela Guidotti (1988)
- Rose del deserto, originale radiofonico di Clai Calleri (1989)
- La famiglia Birillo, originale radiofonico in 25 puntate di Silvia Longo, Gabriella Mangia e Magda Monti (1989)
- Martina e l'angelo custode, originale radiofonico di Carlotta Wittig (1990)
- Al momento del caffè, situation comedy radiofonica in 105 puntate di Silvia Longo, Gabriella Mangia e Magda Monti (1990)
- La roulotte rossa,  originale radiofonico in 25 puntate di Silvia Longo, Gabriella Mangia e Magda Monti (1992)

## Radio Vaticana
- Orizzonti cristiani, riflessioni di Don Antonio Donghi (1992)

## Discografia
- Beatitudini, Voce narrante e recitante sopra musiche di Ennio Morricone - cometa edizioni musicali paoline (2010)

## Teatrografia parziale
- Jesus sacra rappresentazione, rassegna teatrale Settembre al Borgo, regia di Paolo Todisco (1977)
- O juorno 'e San Michele, rassegna teatrale Settembre al Borgo, regia di Paolo Todisco (1977)
- Un due tre. fanti briganti e re, rassegna teatrale Settembre al Borgo, regia di Sergio Bargone (1978)
- Tripoli bel suol d'amore, scritto e diretto da Gianni Gugliotta (1990)
- L'ereditiera, commedia musicale di Annibale Ruccello e Lello Guida (1999)

## Doppiaggio

### Film
- Kyle MacLachlan ne Il profumo del successo
- Michael McKean in Killing Mrs. Tingle (ridoppiaggio)
- Shea Whigham in 7 sconosciuti a El Royale
- Willie Garson in Ricomincio da capo[1]
- Chris Parnell in Anchorman - La leggenda di Ron Burgundy
- Jude Ciccolella in Million Dollar Baby
- Glenn Morshower in Good Night, and Good Luck.
- Kevin McNulty in Snakes on a Plane
- Larry Pine in Freak Show
- Jack White in Iron Man 2
- Jimmy Palumbo in Cose nostre - Malavita
- Ahmad Mehranfar in About Elly
- Denzil Smith in Lunchbox
- Simon Yam in Wake of Death - Scia di morte
- Matti Onnismaa in Rendel - Il vigilante

### Serie televisive
- Alfred Molina in Bram and Alice
- Owain Yeoman in Generation Kill
- John Doe in Roswell
- Chris Larkin in Outlander

### Telenovelas
- Fernando Fernández in Heidi Bienvenida

### Cartoni animati
- Foxy in Merrie Melodies (ridoppiaggio 96 home video)
- Mark Chang (1^ voce) in Due fantagenitori
- Benson in Regular Show
- Harry in The Garfield Show
- Babbo Natale in Red Caps
- Drilldozer in Lego Hero Factory
- Demolisher in Transformers: Armada e Transformers: Energon
- Zoda in F-Zero: GP Legend
- Bernard in Banane in pigiama
- Flip ne L'ape Maia
- Berrykin Blomm in Fragolina Dolcecuore
- Panda in Skunk Fu!
- Occhio di Falco in Yakari
- Copernico in Ben & Izzy
- Poseidone in Ulisse. Il mio nome è Nessuno
- Pair ne I cieli di Escaflowne
- Hatchi (1ª voce) in Inuyasha
- Mem in Supernoobs

### Film d'animazione
- Magic Sport - Il calcio magnetico - Rino
- Bentornato Pinocchio[2] - Babbo Natale
- Next Avengers - Gli eroi di domani - Bruce Banner anziano
- L'ape Maia - Il film - Flip
- Regular Show - Il film - Benson

### Videogiochi
- Rothari in Knack II (2017)[3]
- Altre voci in Star Wars Jedi: Fallen Order[4]